# Nepenthes dubia
Nepenthes dubia ist eine fleischfressende Pflanze aus der Gattung der Kannenpflanzen (Nepenthes). Sie ist beheimatet in Sumatra.

## Beschreibung

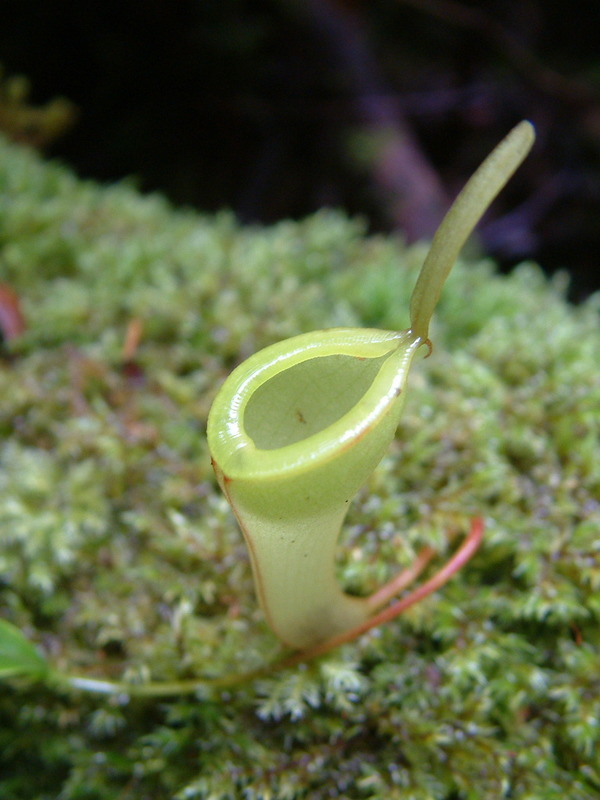
Kanne Nepenthes dubia

Nepenthes dubia ist ein ausdauernder, immergrüner, kletternder, nur schwach behaarter Halbstrauch. Die schlanke Sprossachse ist zylindrisch bis schwach kantig und 3 bis 4 Millimeter dick, der Abstand zwischen den Knoten beträgt 3 bis 10 Zentimeter. An ihr stehen die ungestielten, lanzettlich-spateligen, spitz zulaufenden Blätter in verteilter Anordnung, sie sind üblicherweise 6 bis 10 Zentimeter lang und 1,2 bis 1,8 Zentimeter breit, dünn, aber lederig. Am Ansatz laufen sie keilförmig zu und umfassen den Stängel zwischen einem Drittel und der Hälfte. Die Nervatur ist undeutlich, im unteren Drittel des Blattes entspringen der Mittelrippe zu jeder Seite drei parallel verlaufende Rippen, die den Blattrand an der Blattspitze erreichen. Die Seitenrippen stehen schräg und sind unregelmäßig vernetzt.
Die Ranke ist ein- bis zweimal so lang wie das Blatt, so sie in eine Kanne übergeht, kann sie einen Kringel aufweisen. Die oberen Kannen gehen aus dem hängenden Ende der Ranken nach einer 5 bis 10 Millimeter breiten Schlinge hervor. Sie sind im unteren Teil röhrenförmig bis leicht verdickt und 0,8 bis 1 Zentimeter breit, im oberen Teil trompetenförmig, zuoberst 2 bis 3 Zentimeter breit, die beiden Flügelleisten sind unscheinbar. Die fast völlig ebene Kannenöffnung ist eiförmig, zum Deckelansatz hin sich zuspitzend. Das Peristom ist abgeflacht, am Außenrand eingerollt, am Innenrand einfach, vorn bis zu 4 Millimeter breit und am Deckel bis zu 2 Millimeter breit. Die Rippen stehen in Abständen von 0,5 bis 0,25 Millimeter zueinander. Die Innenwände der Kannen weisen je Quadratzentimeter rund 600 bis 900 kleine, nur schwach oder gänzlich unvertiefte Drüsen auf.
Der Deckel ist schmal keilförmig, bis zu 4 Zentimeter lang und 0,7 Zentimeter breit. Am äußersten Ende ist er gerundet, zum Ansatz hin verjüngt er sich, auf der Unterseite finden sich zahlreiche runde oder elliptische Drüsen. Der fadenförmige Sporn ist 3 bis 5 Millimeter lang und setzt nah am Deckel an.
Die weiblichen Blütenstände sind Trauben. Der Blütenstandsschaft ist rund 7 Zentimeter lang, etwas oberhalb seiner Mitte findet sich ein einzelnes, 1 bis 2 Millimeter langes Tragblatt. Die Blütenstiele sind bis zu 6 Millimeter lang.

## Verbreitung
Nepenthes dubia ist nur auf dem Tafelberg Gunung Talamau in zentralen Sumatra in der Provinz Barat (West-Sumatra) heimisch, wo sie in Höhenlagen zwischen 1900 und 2500 Meter zu finden ist.

## Systematik
Nepenthes dubia wurde 1928 von Benedictus Hubertus Danser erstbeschrieben. Bereits zuvor hatte Cornelis Andries Backer in Betracht gezogen, die Pflanze als „Nepenthes linguifer“ zu beschreiben. Das Artepitheton „dubia“ zeugt von Dansers Unsicherheit bezüglich des Artrangs der Pflanze, „dubius“ heißt „ungewiss, zweifelhaft“ und wird in der Regel nur bei Taxa gebraucht, deren genauer Rang unklar ist. Danser schrieb: „Vielleicht ist N. dubia eine Hybride aus N. inermis und einer anderen Art […]“. Die entsprechende Unsicherheit setzt sich fort bis in die Gegenwart, Jebb und Cheek ziehen ebenso wie Danser in Betracht, dass es sich um eine Hybride aus Nepenthes inermis und Nepenthes bongso handeln könnte
Andreas Wistuba und Joachim Nerz beschrieben 1995 Nepenthes tenuis aus einer Höhenlage um 1000 Meter. Jebb und Cheek sehen diese als synonym zu Nepenthes dubia, wodurch sich das Verbreitungsgebiet deutlich vergrößern würde.